# Clădirea fostului orfelinat „Balș”
Clădirea fostului orfelinat „Balș” este o clădire amplasată pe str. Alexandru Lăpușneanu, 2 în Chișinău, Republica Moldova. Este un monument istoric și arhitectural de importanță națională inclus în Registrul monumentelor Republicii Moldova ocrotite de stat cu nr. 212 (municipiul Chișinău). Datează din jum. II a sec. XIX.